# サンディエゴ・コミコン
サンディエゴ・コミコン・インターナショナル（San Diego Comic-Con International）は、1970年以来、アメリカ合衆国カリフォルニア州サンディエゴで毎年開催されているコミコンであり、非営利のマルチ・ジャンル・娯楽イベントである。ウェブサイト上での名称はComic-Con International, San Diegoであり、一般的にはコミコン（Comic-Con）、サンディエゴ・コミコン（San Diego Comic-Con）、SDCCと呼ばれている。

## 概要
このコンベンションは、1970年にシェル・ドルフ、リチャード・アルフ、ケン・クルーガー、マイク・トウリーらサンディエゴのグループによってゴールデン・ステート・コミック・ブック・コンベンション（Golden State Comic Book Convention）として創設された。後に「サンディエゴ・コミック・ブック・コンベンション」と呼ばれるようになった。ドルフはインタビューの中で、第1回目のコンでは500人の参加者を集めたいと語っていた。夏（2003年からは7月）の4日間、サンディエゴのサンディエゴ・コンベンション・センターで開催される。正式な開催に先立つ水曜日の夜には、プロフェッショナル、出展者、4日間の事前登録ゲストが、展示ホールを歩き、コンベンション中に何が販売されるかを確認する機会を提供するプレイベント「Preview Night」に参加することができる。
当初は、コミック・ブックやSF・ファンタジー関連の映画、テレビなどの大衆芸術を中心に紹介していたが、現在では、ホラー、洋画、アニメ、マンガ、玩具、トレーディングカードゲーム、ビデオゲーム、ウェブコミック、ファンタジー小説など、ほぼすべてのジャンルのポップカルチャーやエンターテインメントの要素が含まれるようになった。2010年以降は毎年、サンディエゴ・コンベンション・センターを満員にする13万人以上の来場者を記録している。毎年開催されるコミックとポップカルチャーの祭典としては世界最大規模であることをはじめ、いくつかのギネス世界記録を持っている。
SDCCは新型コロナウイルスのパンデミックの影響で2度中止になった。2020年は、SDCCが設立されて以来、初めて延期されることになった。

## 歴史
1970年にシェル・ドーフ、リチャード・アルフ、ケン・クルーガー、マイク・トウリー、バリー・アルフォンソ、ボブ・サーク、グレッグ・ベアによって設立されたコンベンションである。初期のコミックブックやSFクラブのミーティングは、オーシャンビーチのKrueger's Alert Booksで行われ、初期のConsの基盤の多くがここで作られた。1960年代半ば、デトロイト生まれのコミック・ファンであるドーフは、商業的なコミック・ファン・コンベンションの先駆けとなる「デトロイト・トリプル・ファン・フェア」（Detroit Triple-Fan Fairs）を開催していた。1970年にカリフォルニア州サンディエゴに移住した際には、1970年3月21日に1日だけのコンベンション（Golden State Comic-Minicon）を開催したが、これは「より大きなコンベンションを開催するための『予行演習』のようなもの」だった。ドルフは、その後、コンベンションと疎遠になるまでの数年間、社長やマネージャーとしてコンベンションに関わった。アルフはクルーガーと第1回大会の共同議長を務め、1971年には議長に就任した。

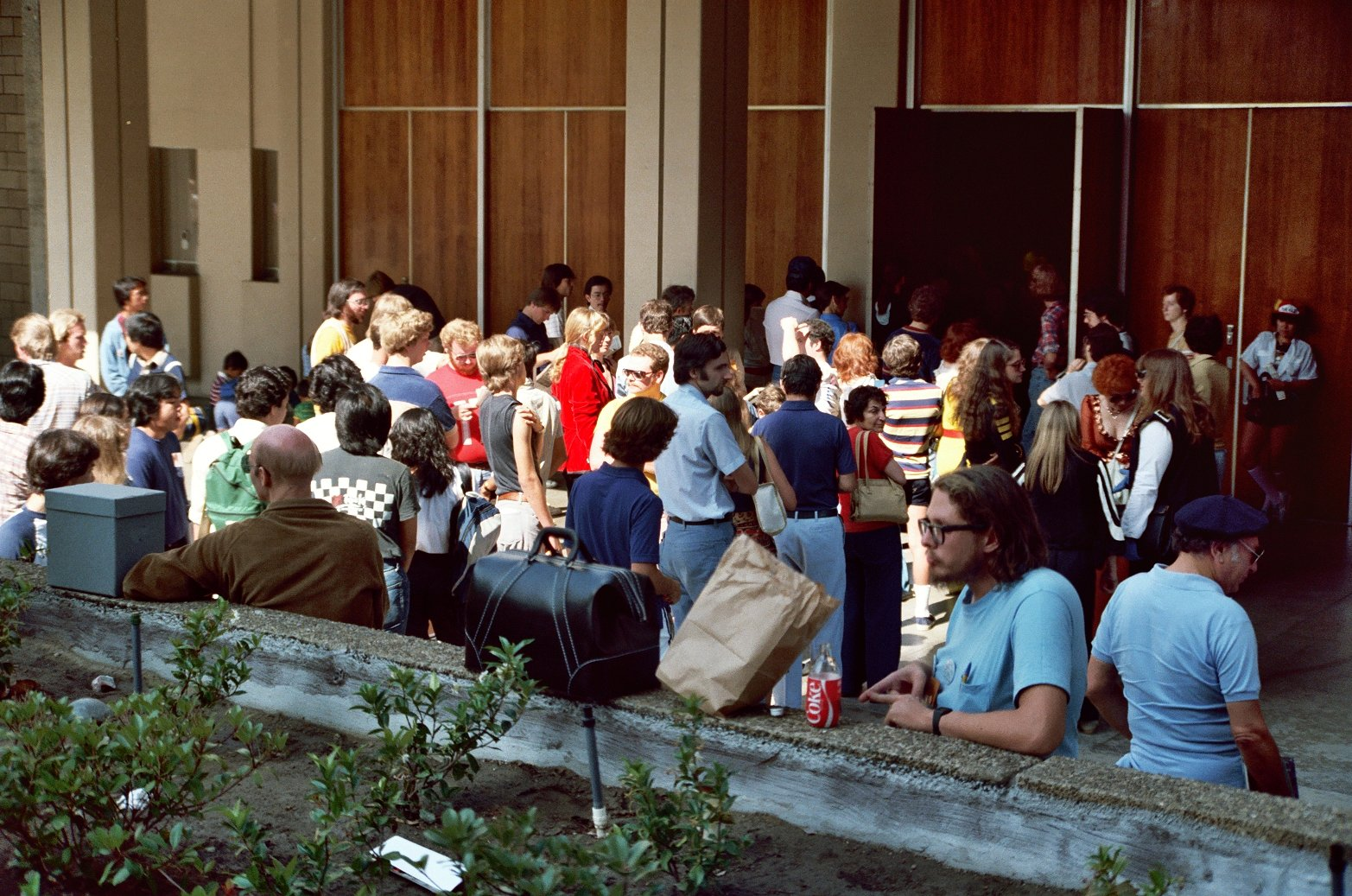
1982年、ゴールデン・ホールの外に集まった観客

1970年8月1日から3日までの3日間、U.S.グラントホテルで開催された「ゴールデンステート・コミコン」は、300人の参加者を集めた。その他、コンベンションの初期には、エル・コルテス・ホテル、カリフォルニア大学サンディエゴ校、ゴールデン・ホールなどで開催されたが、1991年にサンディエゴ・コンベンション・センターに移転した。1971年に会長を務めたリチャード・アルフは、コンベンションが成長した初期の要因として、「ソサエティー・フォー・クリエイティブ・アナクロニズムなどの他のファンダムとネットワークを組んで、コミコン（組織委員会）の基盤を拡大しようとしたこと」を挙げている。コミコンの起源に関するローリング・ストーン誌の記事では、初期のビジネス問題を担当し、イベントを非営利団体が主催するように働きかけたクルーガーの功績が記されている。1970年代後半になると、コミコンは大きく成長し、ボブ・シュレックは当時の上司であったクリエーション・エンターテインメント社のゲイリー・バーマンと面会したときのことを次のように語っている。バーマンが『このショーは我々のショーより大きくない！』と繰り返して自分を納得させている間、私は黙ってフロアを歩き、その大きさに唖然とし、畏敬の念を抱いていた。私は吹き飛ばされてしまった」。1984年から1994年頃まで、「サンディエゴ・コミコン」の関連イベントとして「サンディエゴ・コミックブック・エキスポ」という見本市が開催されていたが、その主催者はデビッド・スクロギーだった。
フォーブス誌によると、このコンベンションは「世界最大のコンベンション」であり、パブリッシャーズ・ウィークリー誌は「コミコン・インターナショナル: サンディエゴは北米最大のショー」としている。このコンベンションの地域経済効果は、年間1億4千万ドル以上と推定されている。しかし、2009年には、この推定経済効果が、コミコン以外の季節的なビジネスに悪影響を与えているとされたこと、参加者の個人消費額の推定が低いこと、参加者の多くがサンディエゴに住んでいること、コンベンションの影響は経済的なものよりも文化的なものであることなどが批判された。
2020年4月17日、第53回大会は新型コロナウイルスのパンデミックの影響で中止となった。2020年の代替イベントとして、同時期にデジタルストリーミングイベント「SDCC@Home」が開催された。その後、2021年の開催に向けて計画が進められたが、2021年3月1日に再び中止が発表された。
2023年はルーカスフィルムやソニー・ピクチャーズ エンタテインメント、Netflix、HBOなどといった複数の映画スタジオや制作プロダクションが相次いで欠席を表明する事態となった。これは同時期に行われていた全米脚本家組合によるストライキが長期化していることや俳優組合のSAG-AFTRAもストライキ権を行使することを示唆している影響と報じられている。